# Aquapesca
 (janvier 2023).
Il peut être nécessaire de l'améliorer pour respecter le principe de neutralité de point de vue. Veuillez consulter la page de discussion pour plus de détails.

Aquapesca est une ferme de crevettes située au Mozambique, dans la province de Zambézie, spécialisée dans l'élevage durable de crevettes tigrées noires (Penaeus Monodon), naturellement présentes dans les eaux environnantes.

## Historique
La société a été lancée en 1994 par Abdéali Goulamaly, fondateur d'Oceinde, groupe familial français de 1700 employés, actif notamment dans le secteur des produits de la mer avec la société Armement des Mascaraignes.
Après un programme de R&D sur l'aquaculture des crevettes jusqu'en 2000 et la construction de sa propre usine, Aquapesca a commencé ses exportations de crevettes en 2004.
En 2011, les crevettes d'élevage ont été victimes d'une épizootie et victimes du syndrome des taches blanches.
En 2012, Aquapesca a lancé un nouveau programme de R&D en développant une aquaculture durable respectueuse de l’environnement avec des processus de biosécurité renforcés pour assurer la résistance de ses crevettes. Parallèlement, l'entreprise a construit sa propre écloserie à Nacala.
En 2022, la ferme d’Aquapesca produit 219 tonnes de Black Tiger vendues principalement en France.

## Activités
Aquapesca opère deux sites principaux, une écloserie à Nacala et une ferme de 1200ha au Nord du Zambèze à Quelimane sur un site préservé sans aucun impact environnemental négatif. Une usine de congélation et de conditionnement est présente sur le site pour permettre une transformation immédiate.
La société Qwehli commercialise la production, pour le moment, exclusivement destinée à l’export vers l’Europe et l’Asie. Les crevettes Qwehli sont notamment disponibles dans un réseau de poissonneries et de restaurants étoilés tel que chez Pascal Barbot (L’Astrance -Paris), David Gomes (MOF – Poissonnier, Ecailler) ou encore chez Aurélie Altemaire (Odyssée – Hong Kong). Les crevettes ont notamment remporté en 2008 le SIAL d'Or lors du Salon international de l’alimentaire et un Coq d’Or en 2010.

## Aquaculture durable
Le protocole d’élevage de la ferme est le fruit de 7 années de R&D utilisant la technique du Biofloc permettant une aquaculture durable, transparente et intégrée. L’élevage est réalisé sans antibiotique, sans pesticide, sans colorant et sans rejet dans le milieu naturel pour limiter au maximum l’impact écologique. Les crevettes sont alimentées à la volée et grandissent ainsi comme à l’état sauvage sans aucune perturbation de leur environnement aquatique. L’élevage en Biofloc permet ainsi d’éviter le renouvellement et le gaspillage d’eau.
Aquapesca est le premier employeur de la région de Zambézie et collabore en parallèle avec les communautés locales pour promouvoir l'égalité et mettre en œuvre une politique de rémunération équitable supérieure aux exigences légales. L’ensemble de la R&D est concentrée au Mozambique et participe à la création d’un programme de formation universitaire avec l’Université Eduardo Mondhane.